# Stanisław Szozda
Stanisław Szozda (ur. 25 września 1950 w Dobromierzu, zm. 23 września 2013 we Wrocławiu) – polski kolarz szosowy, dwukrotny wicemistrz olimpijski, pięciokrotny medalista mistrzostw świata oraz zwycięzca Wyścigu Pokoju i Tour de Pologne, trener.

## Życiorys

### Wczesne życie

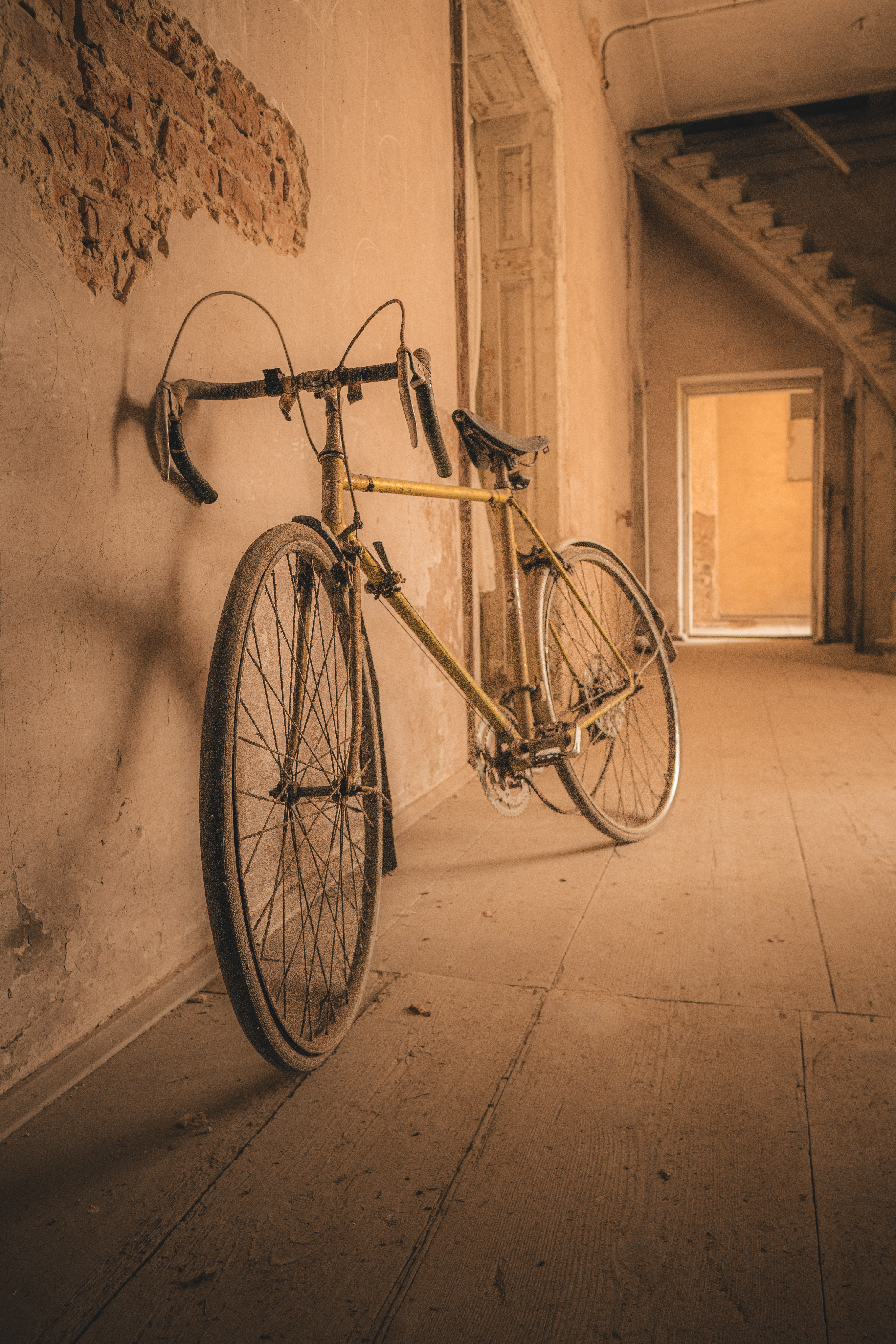
Upamiętniający Szozdę rower na korytarzu pałacu w Rozkochowie koło Prudnika

Urodził się 25 września 1950 w Dobromierzu na Dolnym Śląsku jako syn Dominika i Elżbiety. Miał starszego brata Jana. Jego przodkowie pochodzili ze Lwowa. Rodzina mieszkała w Dobromierzu przy ul. Kościuszki 10. Po kilku latach przeniosła się do Rozkochowa, otrzymując lokal na pierwszym piętrze północno-wschodniego skrzydła pałacu wchodzącego w skład miejscowego państwowego gospodarstwa rolnego (ojciec Stanisława był magazynierem). Uczęszczał do klas I–III Szkoły Podstawowej w Rozkochowie. W wieku dziewięciu lat wraz z rodzicami przeprowadził się do Prudnika, gdzie zamieszkali przy ul. Poniatowskiego 3A, w dawnym pałacu Fipperów na Lipach należącym do Stadniny Koni Prudnik, w której pracowali jego rodzice. Po latach, mimo złej sytuacji finansowej, wybudowali własny dom w Prudniku. W latach 1964–1969 uczęszczał do Zespołu Szkół Rolniczych w Prudniku. Rozpoczął pracę fizyczną na budowie.

### Kariera sportowa
Szozda początkowo próbował swoich sił w hokeju na lodzie. Wraz z bratem zapisał się do hokejowej sekcji Pogoni Prudnik, grającej wówczas w III lidze. W meczu z Odrą Opole został mu wybity dysk kręgosłupa. Otrzymał uszkodzony (przejechany przez traktor) rower Favorit od znajomego, który wcześniej zgubił pożyczone mu przez Szozdę narty. Szozda naprawił rower i w lutym 1967 zaczął na nim jeździć po okolicach Prudnika w celu rzucenia palenia. Po trzech miesiącach zdecydował się wziąć udział w lokalnym wyścigu amatorów na 18 km. Jego wygrana w tym wyścigu przyciągnęła uwagę Franciszka Surmińskiego, który, jak wspominał po latach:

Startowałem gdzieś za granicą, w tym czasie w Prudniku odbywał się wyścig dla niezrzeszonych. Po powrocie dowiedziałem się, że wygrał 16-letni Szozda, uczeń technikum rolniczego. Mówią mi, że miał 5 minut przewagi i że musiał się za motorem ciągnąć. Ja, stary lis, myślę: taki gówniarz i on się potrafi za motorem ciągnąć?! Niemożliwe. Chcę go widzieć! – powiedziałem. Za jakąś godzinę Szozda przyleciał zdyszany. Patrzył we mnie jak sroka w kość. Aż gębę rozwalił. To był wielki talent.

Surmiński zaczął trenować młodego Szozdę. Ojciec zaciągnął kredyt i kupił mu lepszy rower. Jego pierwszym klubem kolarskim był LKS Zarzewie Prudnik (1967–1970). W latach 1971–1972 podczas odbywania służby wojskowej był zawodnikiem Legii Warszawa, w latach 1973–1979 LZS Zieloni Opole i LKS Ziemia Opolska-Prudnik. Został powołany do kadry narodowej, gdzie jego trenerami byli Henryk Łasak i Andrzej Trochanowski. W peletonie znany był ze swojej zuchwałości, zadziorności i nieustępliwości, rywalizując podczas swojej kariery przede wszystkim z wielkim krajowym konkurentem Ryszardem Szurkowskim o miano najlepszego kolarza.

#### Mistrzostwa świata

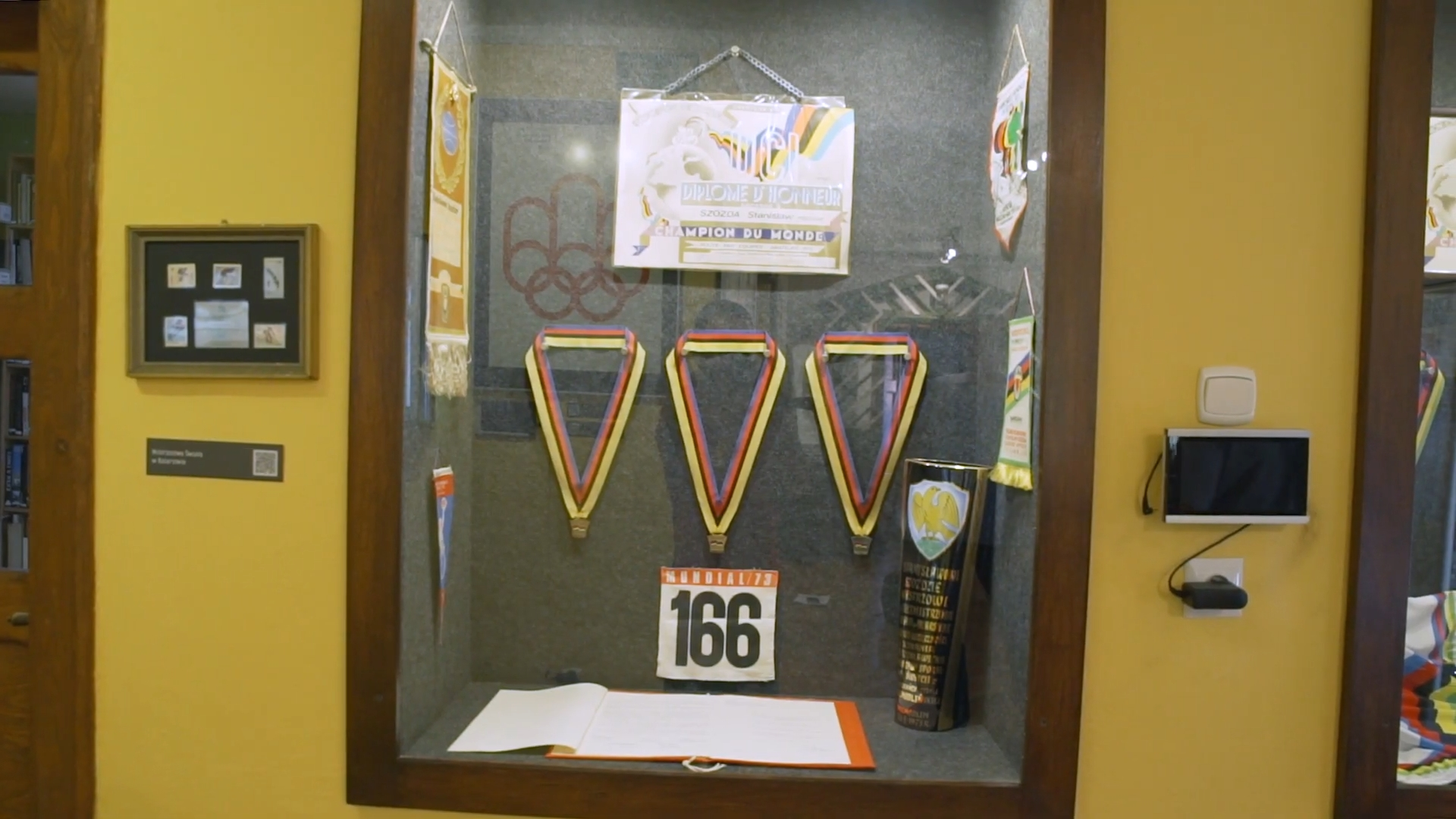
Pamiątki Szozdy z mistrzostw świata w 1973

Pierwszy sukces międzynarodowy Stanisław Szozda osiągnął w 1971, kiedy wspólnie z Edwardem Barcikiem, Janem Smyrakiem i Lucjanem Lisem zdobył brązowy medal w drużynowej jeździe na czas na mistrzostwach świata w Mendrisio. W tej samej konkurencji reprezentacja Polski w składzie: Tadeusz Mytnik, Lucjan Lis, Stanisław Szozda i Ryszard Szurkowski zwyciężyła na mistrzostwach świata w Barcelonie w 1973, a w składzie Tadeusz Mytnik, Ryszard Szurkowski, Stanisław Szozda i Mieczysław Nowicki także na mistrzostwach świata w Yvoir w 1975. Polacy z Szozdą zdobyli także brąz na mistrzostwach świata w San Cristóbal w 1977, a na MŚ w 1974 zajęli siódme miejsce.
Na MŚ w 1973 zdobył także medal srebrny, zajmując drugie miejsce w wyścigu ze startu wspólnego amatorów. W zawodach tych wyprzedził go tylko Ryszard Szurkowski, a trzecie miejsce zajął Francuz Bernard Bourreau. Ponadto Szozda zajął w tej konkurencji czwarte miejsce na mistrzostwach w Montrealu w 1974 (zwyciężył Janusz Kowalski), w 1975 wycofał się z wyścigu, a w 1977 zajął 51. miejsce.

#### Igrzyska olimpijskie

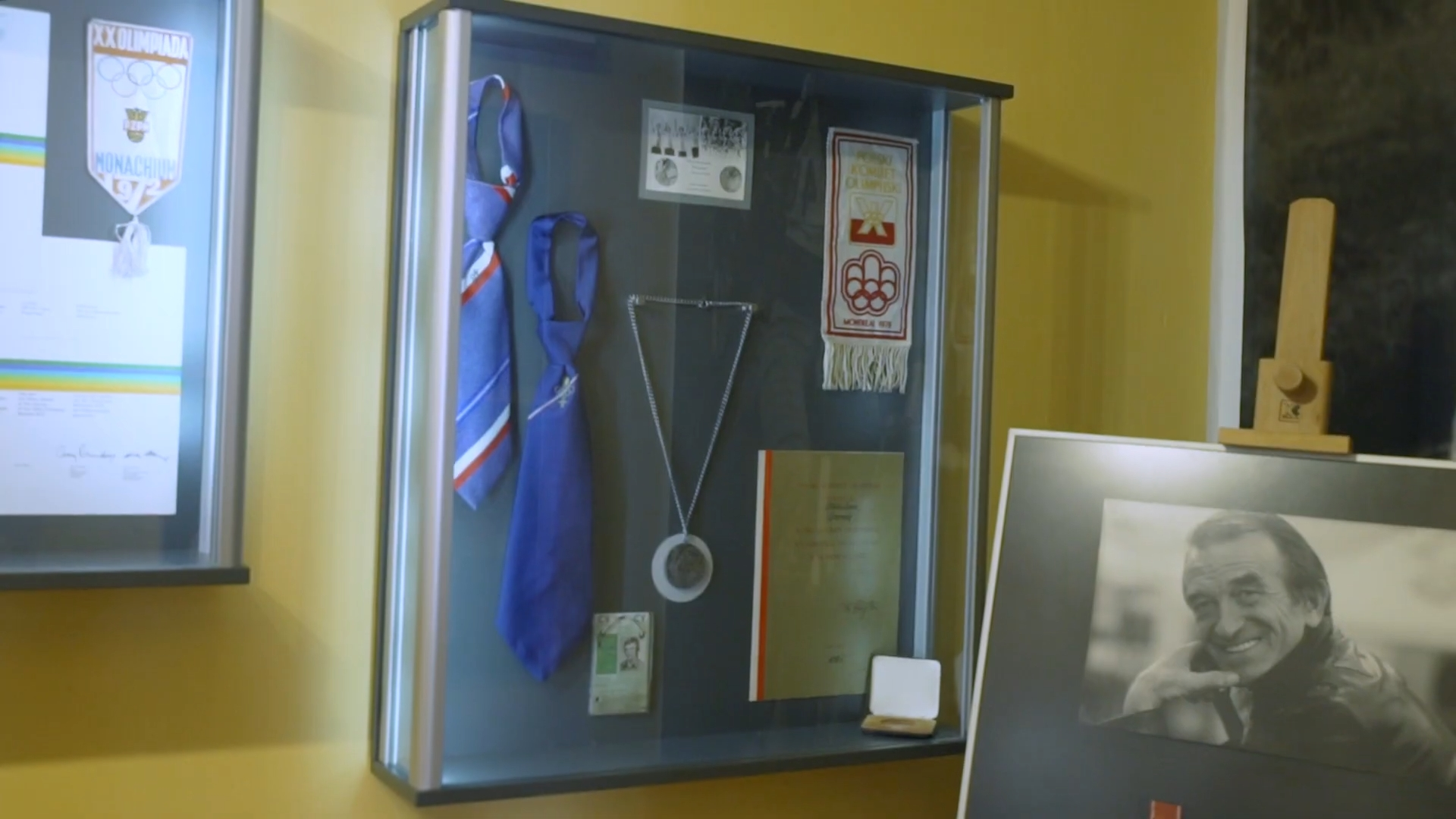
Pamiątki Szozdy z igrzysk olimpijskich

W 1972 wystartował na igrzyskach olimpijskich w Monachium, gdzie razem z Ryszardem Szurkowskim, Edwardem Barcikiem i Lucjanem Lisem zdobył srebro w drużynowej jeździe na czas. Wynik ten powtórzył na rozgrywanych cztery lata później igrzyskach w Montrealu (z Ryszardem Szurkowskim, Tadeuszem Mytnikiem i Mieczysławem Nowickim). Na obu tych imprezach startował także w wyścigach ze startu wspólnego, zajmując odpowiednio 76. i 11. miejsce.

#### Wyścig Pokoju

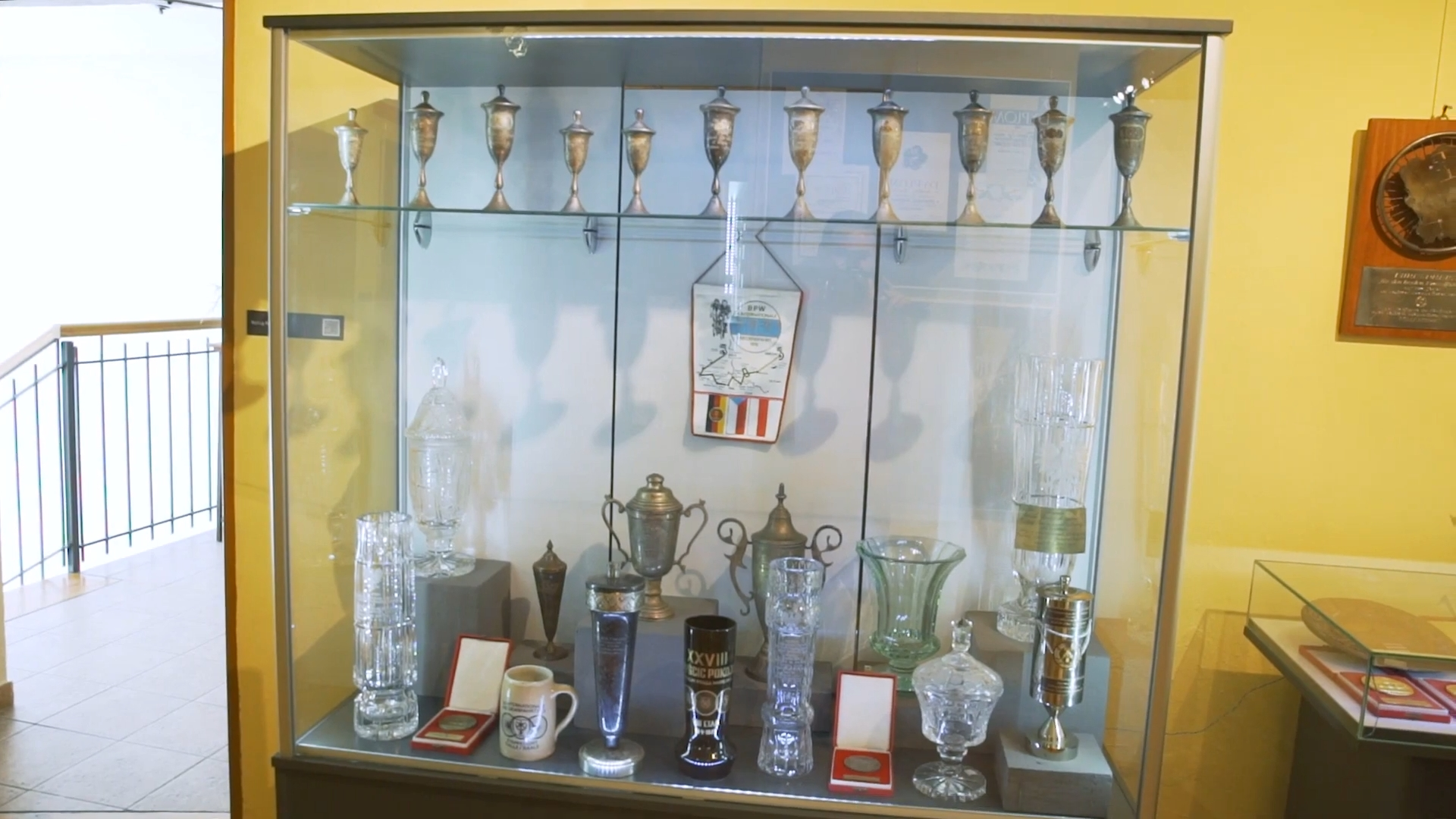
Trofea, które Szozda zdobył w Wyścigu Pokoju

W Wyścigu Pokoju zwyciężył w 1974, a w latach 1973 i 1976 był drugi w końcowej klasyfikacji. Ponadto w 1975 zajął 21. miejsce, a wyścigu w 1978 nie ukończył, po kraksie na 5 etapie (konsekwencją był koniec jego kariery zawodniczej). 14 razy wygrywał etapy tego wyścigu (1973 – 3, 1974 – 6, 1975 – 1, 1976 – 4, 1978 – 1), przez 5 etapów jechał w koszulce lidera (1974 – 4 etapy, 1976 – 1 etap).

#### Tour de Pologne

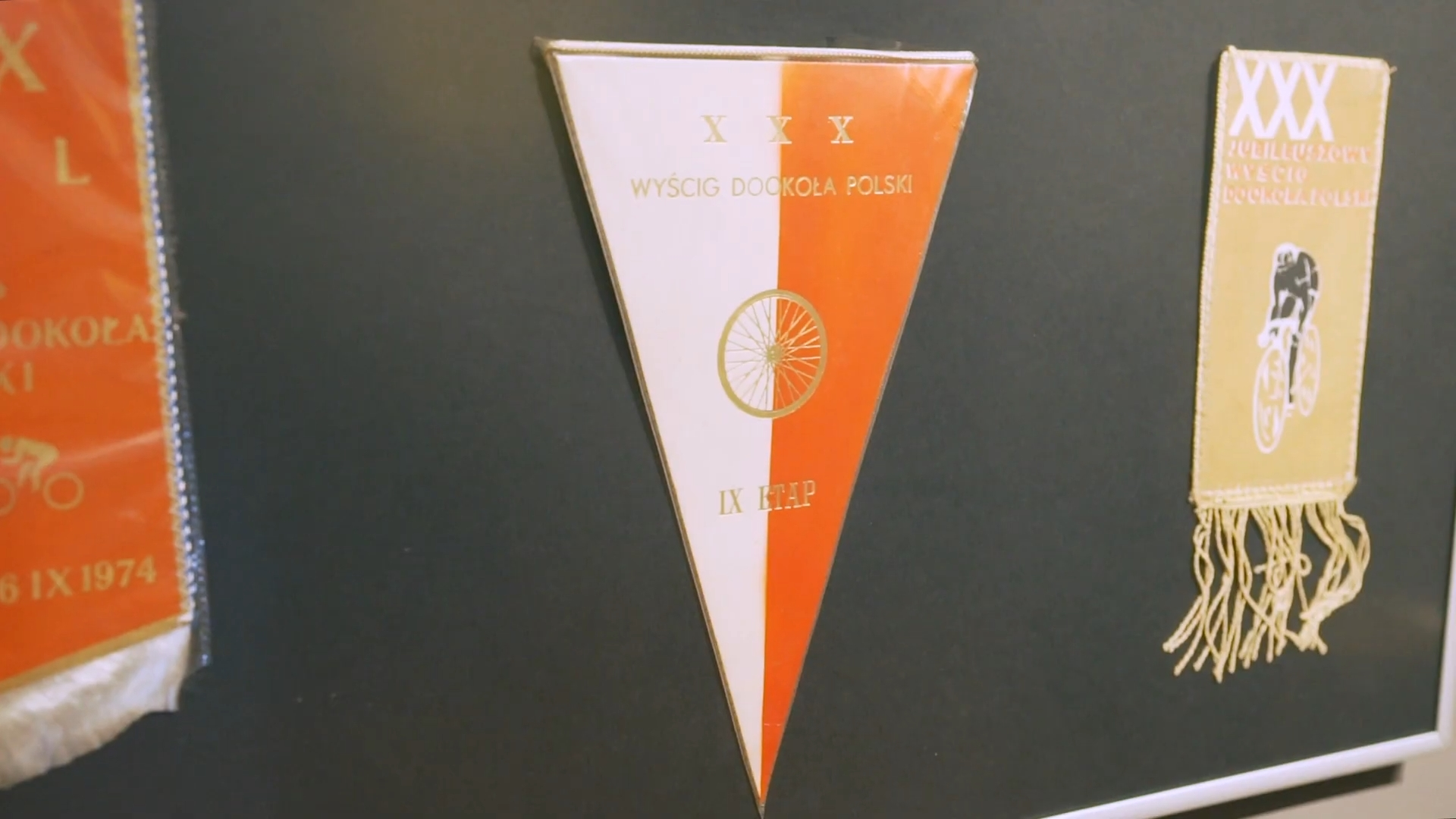
Proporczyki Szozdy z 30. edycji Tour de Pologne

W 1971 był też najlepszy w Tour de Pologne. Wygrał wówczas trzy etapy, a przez sześć ostatnich jechał w koszulce lidera. W 1973 wygrał jeden etap, a w klasyfikacji końcowej zajął 4. miejsce. W 1974 wygrał jeden etap, w 1976 wygrał prolog i pierwszy etap, ale następnie wycofał się ze względów zdrowotnych.

#### Mistrzostwa Polski
Zdobył mistrzostwo Polski w wyścigu indywidualnym na szosie w 1973 oraz wicemistrzostwo w tej konkurencji w 1971 i 1974. Był także mistrzem Polski w wyścigu górskim w 1975 i wicemistrzem w tej konkurencji w 1974, mistrzem Polski w wyścigu parami w 1974 (z Edwardem Barcikiem) i brązowym medalistą w 1975 (także z Edwardem Barcikiem). Dwukrotnie zdobył mistrzostwo Polski w szosowym wyścigu drużynowym: w 1971 i 1972 w barwach Legii Warszawa, a w 1975 brązowy medal w tej konkurencji (z zespołem LKS Ziemia Opolska-Prudnik).

#### Inne wyścigi
Był zwycięzcą wyścigu o Puchar Dowódcy Marynarki (1972), wyścigu o Puchar Ministra Obrony Narodowej (1972), Małopolskiego Wyścigu Górskiego (1976), wyścigu Szlakiem Grodów Piastowskich (1977), Tour d’Algérie (1973), Vuelta a Toledo (1973), Settimana Bergamasca (1974).

### Kariera trenerska
Karierę kolarską zakończył mając 28 lat, w wyniku kontuzji odniesionej podczas upadku w Wyścigu Pokoju w 1978. Miał kraksę i uderzył kręgosłupem o asfalt. Pękł mu wyrostek poprzeczny w przedostatnim kręgu, przy tym naderwał przyczep mięśnia gruszkowatego. Miał problemy z chodzeniem. Pomimo poważnej kontuzji zamierzał kontynuować karierę kolarską. Działacze jednak stwierdzili, że Szozda stracił motywację do jazdy i oskarżyli go o tchórzostwo i brak ambicji. Z powodu oskarżeń Szozda zraził się do kolarstwa i postanowił zakończyć karierę zawodniczą. Zaczął prowadzić kadrę polskich juniorów. Po odejściu z Polskiego Związku Kolarskiego wyjechał do Stanów Zjednoczonych, gdzie przez dwa lata pracował w amerykańskiej grupie Edwarda Borysewicza. W pierwszym roku jego podopieczni zdobyli 12 medali mistrzostw USA, a w drugim 9. Nie przystał na propozycję osiedlenia się na stałe w Ameryce i wrócił do Prudnika.

### Działalność pozasportowa
Szozda chętnie angażował się w akcje charytatywne. Przekazał pomoc finansową szpitalowi w Białej. Pomagał znajomemu księdzu z Kotliny Kłodzkiej organizować festyny i zbiórkę pieniędzy na remont miejscowego zabytkowego kościoła. Uczestniczył w lokalnych wydarzeniach sportowych i kulturalnych. Czytał bajki dzieciom w szkole w Prudniku.

### Śmierć

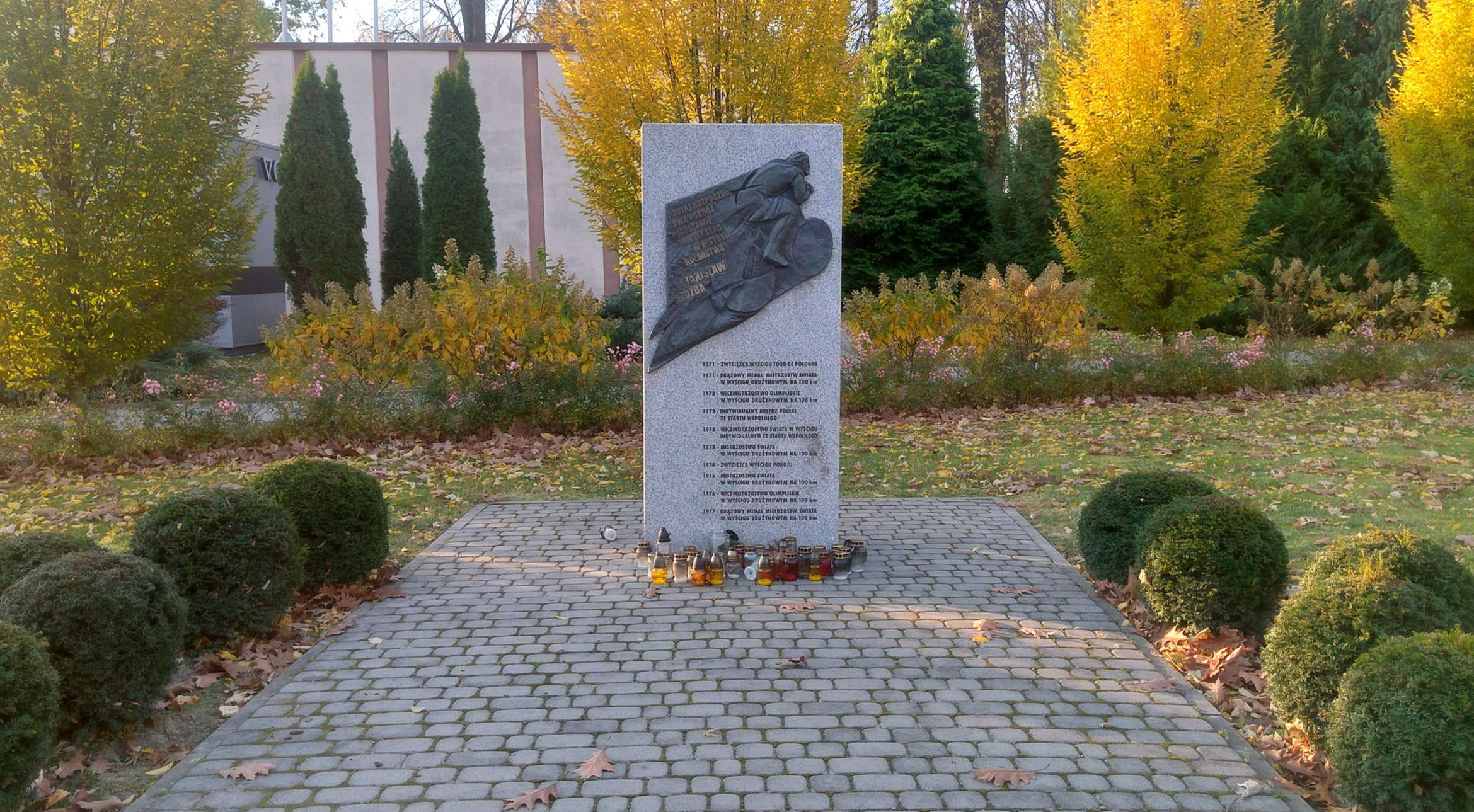
Pomnik Szozdy przed cmentarzem w Prudniku

Zmarł 23 września 2013 we wrocławskim szpitalu przy ul. Grabiszyńskiej na raka żołądka, na którego chorował kilka lat. 27 września w kościele św. Michała Archanioła w Prudniku została odprawiona pożegnalna msza, po czym w asyście honorowej urna z jego prochami została przewieziona z Prudnika do Wrocławia. Następnego dnia w archikatedrze św. Jana Chrzciciela we Wrocławiu odbyła się msza pogrzebowa, po której został pochowany na Cmentarzu Osobowickim, w Alei Zasłużonych. W 2014 r. pojemnik z jego prochami umieszczono wewnątrz pomnika przed Cmentarzem Komunalnym w Prudniku.

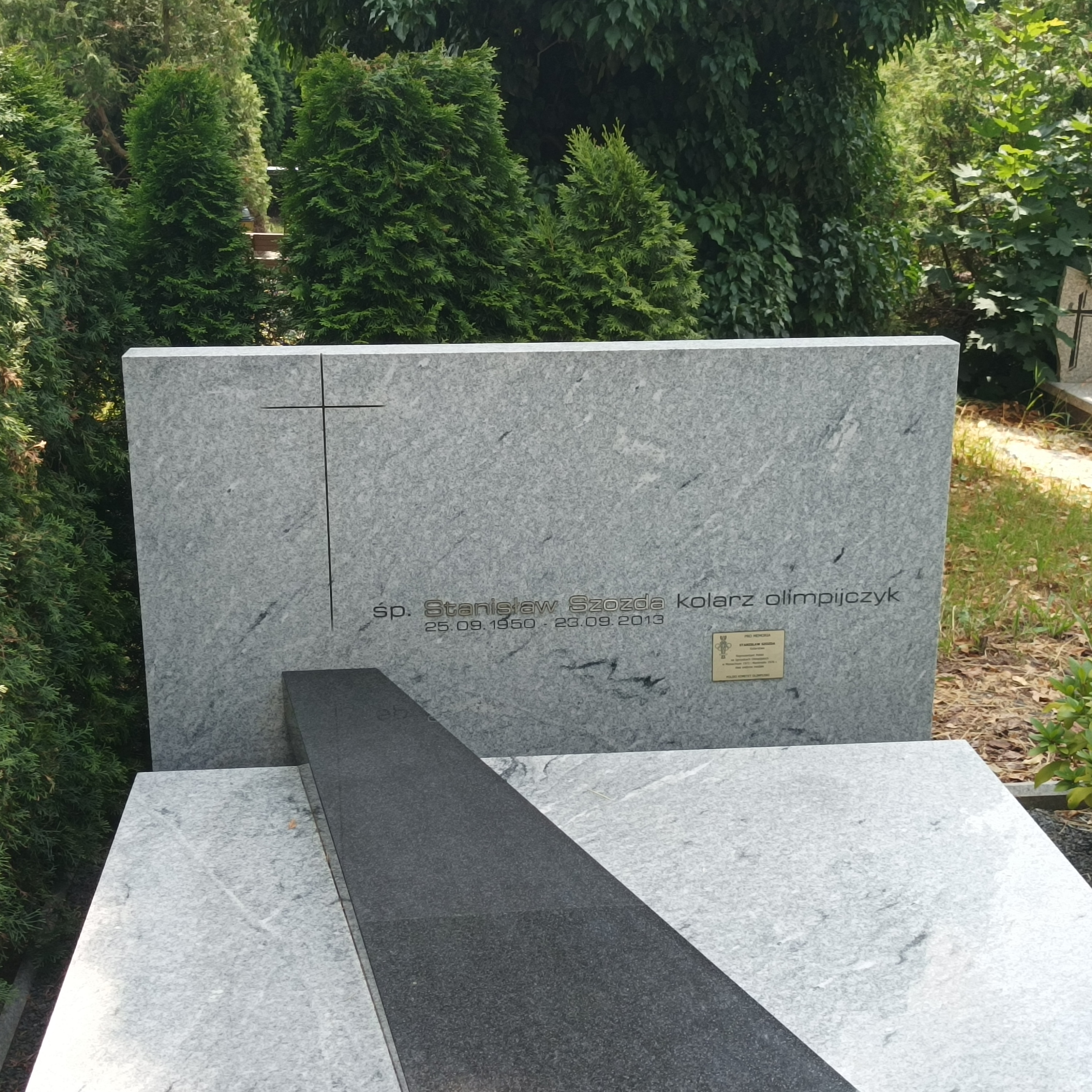
Grób Stanisława Szozdy na Cmentarzu Osobowickim

## Najważniejsze osiągnięcia
| Miejsca na IO i MŚ oraz medale MP |        |        |        |        |             |        |      |
| Konkurencja                       | 1971   | 1972   | 1973   | 1974   | 1975        | 1976   | 1977 |
| Igrzyska olimpijskie              |        |        |        |        |             |        |      |
| Start wspólny                     | –      | 76.    | –      | –      | –           | 11.    | –    |
| Drużynowo na czas                 | –      | srebro | –      | –      | –           | srebro | –    |
| Mistrzostwa świata                |        |        |        |        |             |        |      |
| Start wspólny                     | –      | –      | srebro | 4.     | wycofał się | –      | 51.  |
| Drużynowo na czas                 | brąz   | –      | złoto  | 7.     | złoto       | –      | brąz |
| Mistrzostwa Polski                |        |        |        |        |             |        |      |
| Start wspólny                     | srebro | –      | złoto  | srebro | –           | –      | –    |
| Wyścig górski                     | –      | –      | –      | srebro | złoto       | –      | –    |
| Parami                            | –      | –      | –      | złoto  | brąz        | –      | –    |
| Drużynowo na czas                 | złoto  | złoto  | –      | –      | brąz        | –      | –    |

## Życie prywatne
Mieszkał w Prudniku na osiedlu Tysiąclecia. W latach 70. XX wieku otrzymał mieszkanie na osiedlu Nowotki w Prudniku (od 1990 osiedle Wyszyńskiego). Miał żonę Grażynę i dwoje dzieci, syna Radosława i córkę Natalię. Prowadził sklep z odzieżą na prudnickim Rynku, a następnie zajmował się rynkiem kapitałowo-walutowym.

## Upamiętnienie

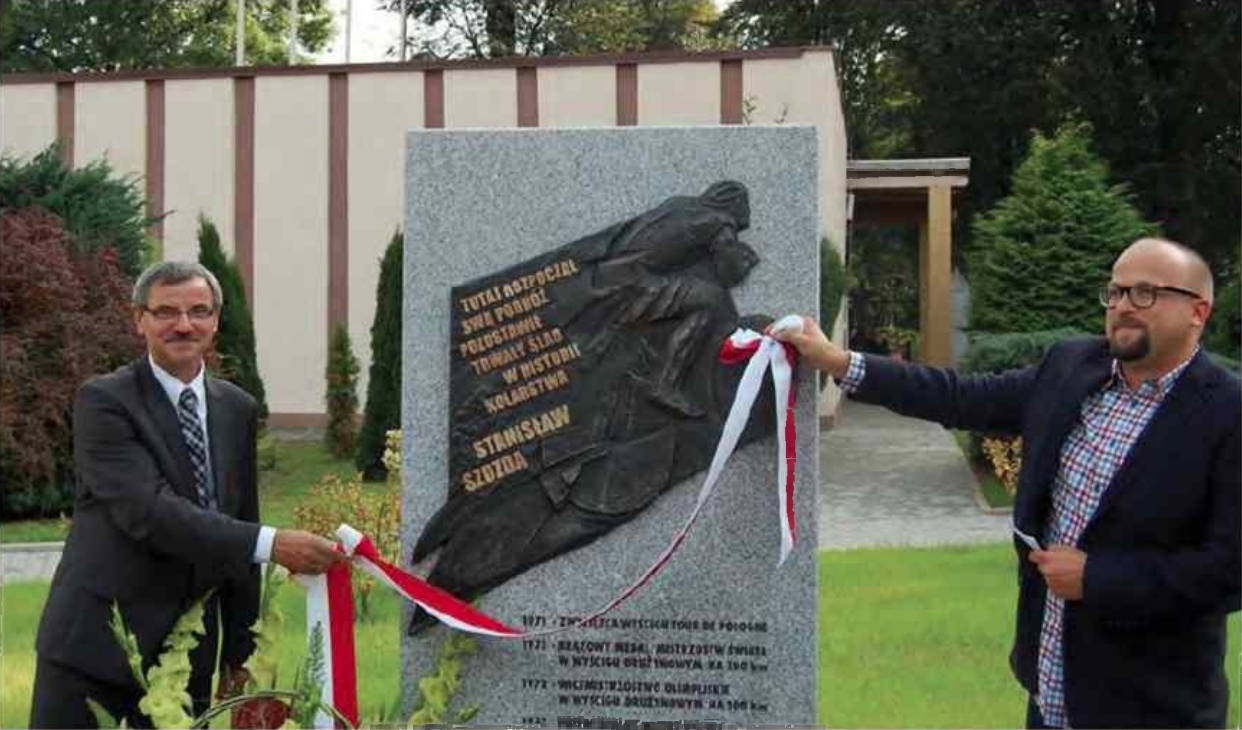
Burmistrz Prudnika Franciszek Fejdych i syn Stanisława Szozdy – Radosław podczas odsłonięcia pomnika w Prudniku

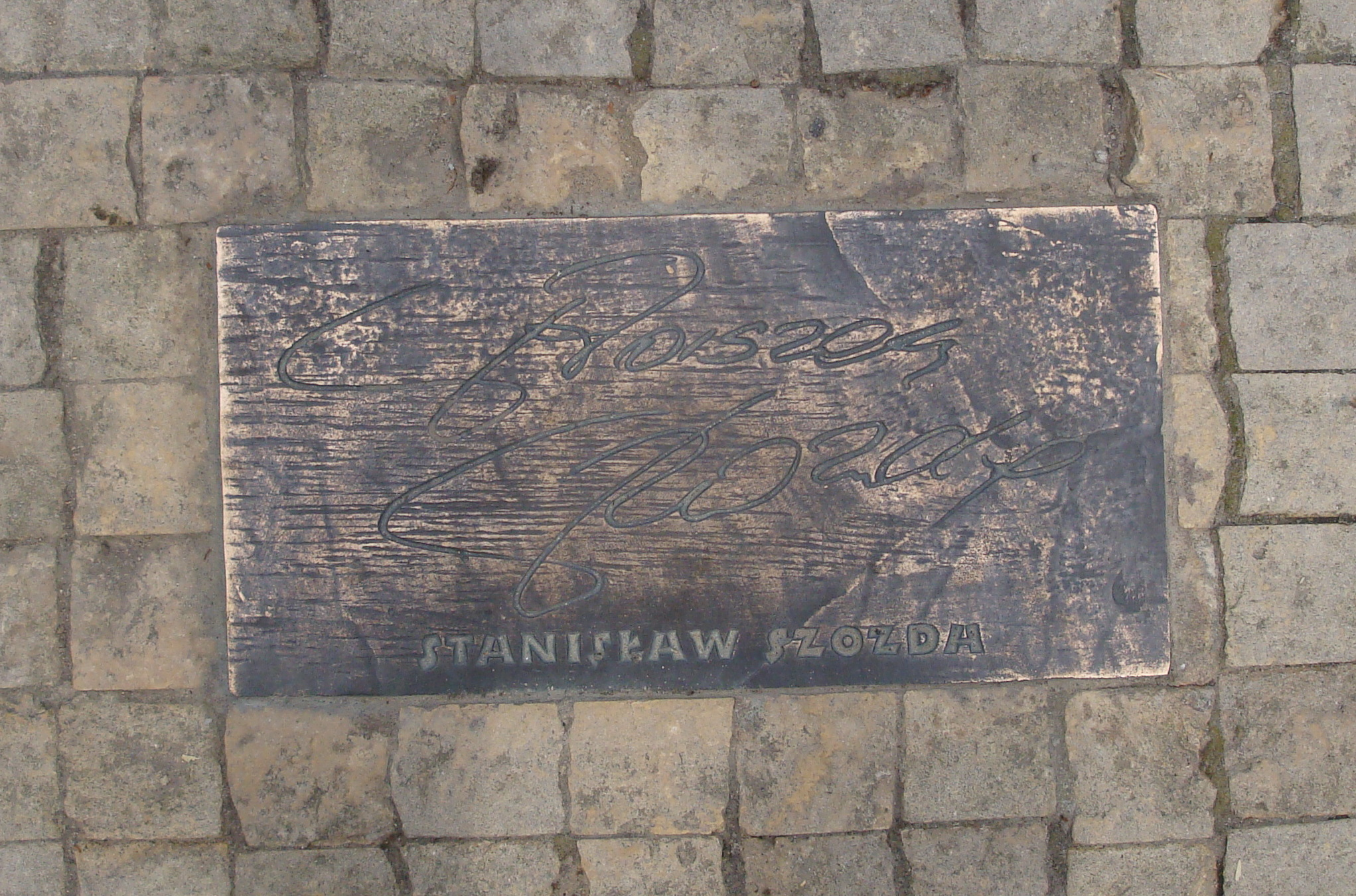
Tabliczka Stanisława Szozdy w Alei Gwiazd Kolarstwa Polskiego w Nałęczowie

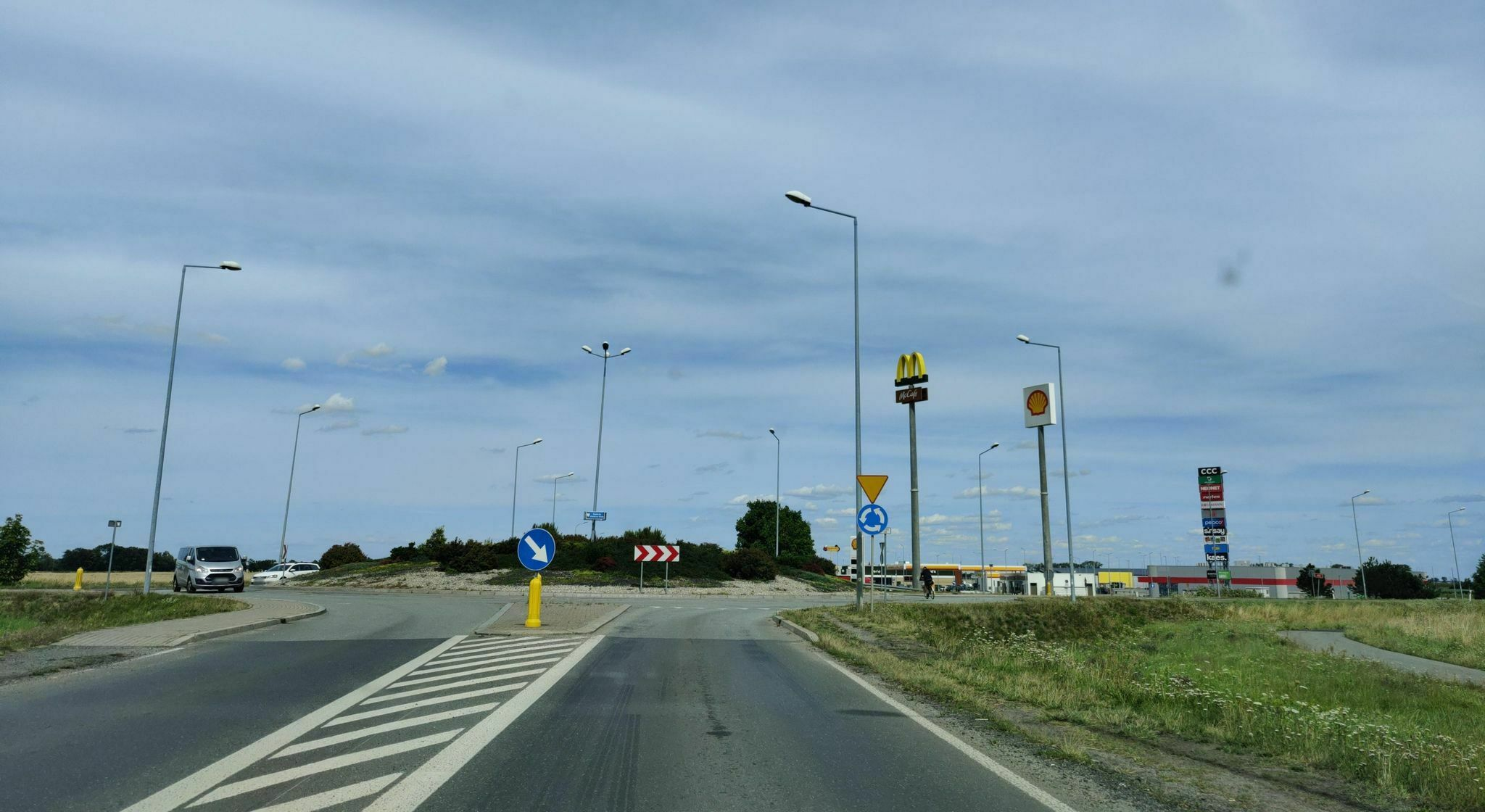
Rondo Stanisława Szozdy na obwodnicy Prudnika

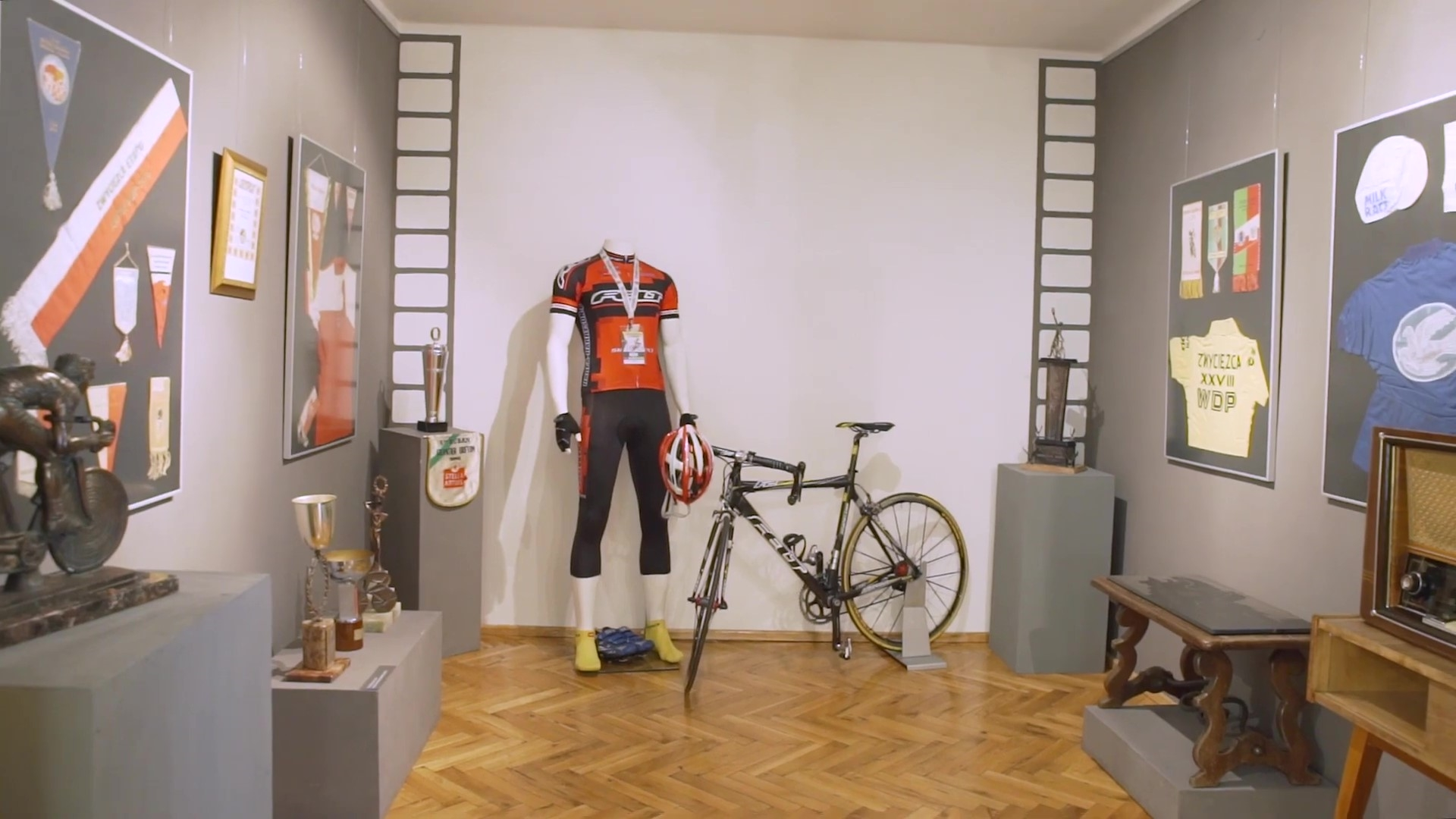
Ekspozycja poświęcona Stanisławowi Szoździe w Muzeum Ziemi Prudnickiej

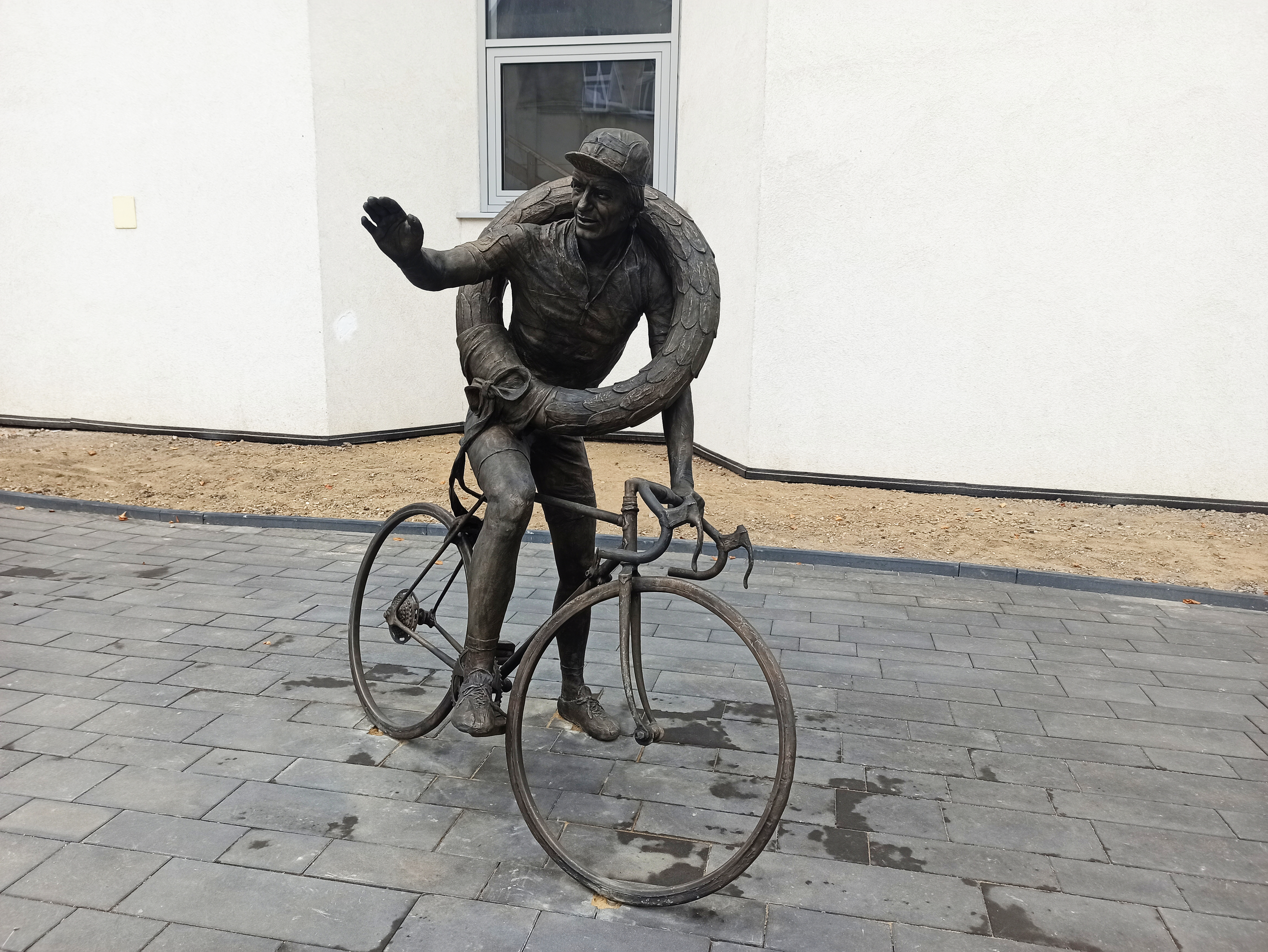
Rzeźba Szozdy przed halą I LO w Prudniku

W Nałęczowie znajduje się pomnik z brązu, w postaci starodawnego roweru. Po obu jego stronach na chodniku widnieją płytki pamiątkowe z podpisami najwybitniejszych polskich gwiazd kolarstwa, w tym m.in. Stanisława Szozdy. W Alei Gwiazd Sportu w Dziwnowie w 2010, osobiście odsłonił tablicę z repliką swojego medalu olimpijskiego.
21 września 2014 burmistrz Prudnika Franciszek Fejdych dokonał przy ul. Kościuszki, na skwerze pod głównym wejściem na Cmentarz Komunalny, odsłonięcia pomnika Stanisława Szozdy. W uroczystości uczestniczyli m.in. Franciszek Surmiński, Ryszard Szurkowski, Tadeusz Mytnik, Mieczysław Nowicki, Wacław Skarul, Jan Brzeźny, Benedykt Kocot i Edward Barcik. W środku monumentu umieszczona została urna z prochami Szozdy. Projekt pomnika przygotowała Agnieszka Świerzowicz-Maślaniec, na obeliksie umieszczona została tablica z rysunkiem kolarza i z napisem „Tutaj rozpoczął swą podróż, pozostawił trwały ślad w historii kolarstwa, Stanisław Szozda” z wypisanymi datami jego sukcesów sportowych. Przygotowanie pomnika sfinansowali bliscy Szozdy. 19 września 2021 przed halą sportową I Liceum Ogólnokształcącego w Prudniku została odsłonięta rzeźba naturalnej wielkości przedstawiająca Stanisława Szozdę, wykonana z brązu przez Przemysława Wolnego.
Od 2014, co roku we wrześniu, na ulicach Prudnika dla uczczenia pamięci Stanisława Szozdy odbywa się jednodniowy wyścig Memoriał Stanisława Szozdy. Ponadto w Prudniku corocznie organizowana jest impreza popularyzująca turystykę rowerową pod nazwą Turystyczny Rajd Rowerowy „Śladami Franciszka Surmińskiego i Stanisława Szozdy – Legend Polskiego Kolarstwa”, której trasa wiedzie przez Góry Opawskie.
20 września 2014 w Muzeum Ziemi Prudnickiej otwarto wystawę stałą „Stanisław Szozda – krótka historia wielkiego sukcesu”. Prezentowane na niej są m.in. medale zdobyte przez Szozdę na Igrzyskach Olimpijskich i Mistrzostwach Świata, a także puchary, pamiątki, koszulki i rowery, na których jeździł. Wystawa powstała ze zbiorów użyczonych muzeum przez rodzinę Szozdy, a także Franciszka Surmińskiego i Marcina Karpałę.
Uchwałą Nr XXVII/221/2013 Rady Gminy Lubrza z dnia 30 października 2013 imię Stanisława Szozdy otrzymało rondo na obwodnicy Prudnika, na skrzyżowaniu drogi wojewódzkiej nr 414 z drogami krajowymi nr 40 i nr 41, w obrębie sołectwa Lubrza. Imię Stanisława Szozdy nadano również rondu w ciągu ulicy Energetycznej w Piasecznie, zgodnie z Uchwałą nr 1483/XLIX/2018 Rady Miejskiej w Piasecznie z dnia 4 lipca 2018.
9 września 2023 imię Stanisława Szozdy otrzymało Publiczne Przedszkole nr 4 w Prudniku.

## Odznaczenia i wyróżnienia
- Krzyż Oficerski Orderu Odrodzenia Polski – 2013, pośmiertnie[34][35]
- Krzyż Kawalerski Orderu Odrodzenia Polski
- Złoty Krzyż Zasługi (1972)[36]
- Odznaka „Zasłużony Mistrz Sportu”
- Medal za Wybitne Osiągnięcia Sportowe – kilkukrotnie we wszystkich klasach
- II miejsce w Plebiscycie Przeglądu Sportowego na najlepszego sportowca roku (1973)
- X miejsce w Plebiscycie Przeglądu Sportowego na najlepszego sportowca roku (1976)
- Odznaka honorowa „Zasłużony dla Miasta i Gminy Prudnik”[37]

## Filmografia
| Filmy |                                          |             |
| Rok   | Tytuł                                    | Reżyser     |
| 2009  | Niedokończona historia                   | Artur Szulc |
| 2013  | Nie zmarnowałem życia – Stanisław Szozda | Artur Szulc |